# 히라사와 사다미치
히라사와 사다미치(일본어: 平沢 貞通, ひらさわ さだみち, 1892년 2월 18일 ~ 1987년 5월 10일)는 일본의 템페라 화가이다. 도쿄도에서 태어났으며 홋카이도에서 자랐다. 호(號)는 대장 (일본어: 大暲 다이쇼[*])이다.

## 생애
1911년 일본 수채화 연구소에 입소했다. 1912년 오타루 중학교 (지금의 홋카이도 오타루초료 고등학교)를 졸업하고, 1913년 일본 수채화회가 결성될 때 이시이 하쿠테이, 이소베 주이치 등과 함께 참가했다. 1919년 제1회 제국 미술 전람회에 작품을 냈고, 1921년 제9회 광풍회전에서 이마무라 장려상을 받았다. 1930년에 일본 수채화가회 위원이 되었다. 그러나 1948년 1월 26일 발생한 제국 은행 사건의 범인으로 지목되어 같은 해 8월 21일 체포되었다. 1955년 재판에서 사형이 확정되었으나, 역대 법무대신들이 그의 사형을 승낙하는 사형집행명령서에 서명을 하지 않아 사형은 집행되지 않았고, 그 때문에 히라사와는 미야기 형무소에 오랫동안 수감되어 있었다. 1985년 5월 9일 그는 도쿄의 지방재판소에서 재심을 받기도 했으나 1987년 5월 10일 하치오지 의료형무소에서 폐렴으로 사망했다.

## 히라사와를 연기한 배우
- 신 긴조 - 영화 《제국 은행 사건 사형수》 (1964년)
- 나카다니 노보루 - 드라마 《제국 은행 사건》, (TV 아사히, 1980년)
- 다카하시 마사야 - 영화 《잘 있거라, 나의 친구: 실록 - 거물 사형수들》 (일본어: さらば、わが友　実録大物死刑囚たち, 1980년)
- 에노키 다카다키, 《형사일대: 히라쓰카 하치베의 쇼와 사건사》 (TV 아사히, 개국 50주년 기념작품, 2009년 6월)

## 같이 보기
- 제국 은행 사건